# Inger Björkbom
Britt Inger Björkbom, née le 6 novembre 1961 à Sveg, est une biathlète suédoise.

## Biographie
Pensionnaire du club d'Östersund, elle fait ses débuts internationaux aux Championnats du monde 1986 à Falun en Suède, se classant dixième de l'individuel et deuxième au relais, ce qui apporte une médaille d'argent. En 1987, elle est de nouveau médaillée d'argent dans cette épreuve et prend le bronze en 1988.
En 1990, elle s'illustre individuellement, terminant troisième de l'individuel d'Antholz, comptant pour la Coupe du monde.
En 1992, pour sa dernière saison active, elle connaît la chance de participer aux premières courses olympiques féminines de biathlon à Albertville.

## Palmarès

### Jeux olympiques d'hiver
| Épreuve / Édition   | Individuel | Sprint | Relais |
| ------------------- | ---------- | ------ | ------ |
| JO 1992 Albertville | 12e        | 26e    | 6e     |

### Championnats du monde
- Championnats du monde 1986 à Falun (Suède) :
  -  Médaille d'argent en relais.
- Championnats du monde 1987 à Lahti (Finlande) :
  -  Médaille d'argent en relais.
- Championnats du monde 1988 à Chamonix (France) :
  -  Médaille de bronze en relais.

### Coupe du monde
- 1 podium individuel : 1 troisième place.